# Immigrant Song
Immigrant Song is een nummer van de Engelse rockband Led Zeppelin. Het nummer werd in 1970 uitgebracht als single van hun derde album Led Zeppelin III. Het nummer begint met een kenmerkende jammerende kreet van zanger Robert Plant en is opgebouwd rond een herhaalde riff in fis mineur.

## Geschiedenis
Immigrant Song werd geschreven tijdens Led Zeppelins tournee met optredens in IJsland, op het Bath Festival en in Duitsland in midden-1970. Het openingsconcert van deze tournee vond plaats in Reykjavik, IJsland en inspireerde Plant om het nummer te schrijven. Hij legde uit:

We weren't being pompous ... We did come from the land of the ice and snow. We were guests of the Icelandic Government on a cultural mission. We were invited to play a concert in Reykjavik and the day before we arrived all the civil servants went on strike and the gig was going to be cancelled. The university prepared a concert hall for us and it was phenomenal. The response from the kids was remarkable and we had a great time. "Immigrant Song" was about that trip and it was the opening track on the album that was intended to be incredibly different.

(We waren niet hoogdravend... We kwamen uit het land van ijs en sneeuw. We waren gasten van de IJslandse regering op een culturele missie. We waren uitgenodigd om een concert in Reykjavik te spelen en de dag voordat we aankwamen staakten alle ambtenaren en het optreden zou afgelast worden. De universiteit maakte een concerthal voor ons klaar en het was fenomenaal. De reactie van de kinderen was opmerkelijk en we hadden een geweldige tijd. "Immigrant Song" ging over die trip en was het openingsnummer van het album dat ongelofelijk anders bedoeld was.)
— Robert Plant

Slechts zes dagen na het eerste optreden van de band in Reykjavik voerde Led Zeppelin het nummer voor het eerst op tijdens het Bath Festival.
De tekst van het nummer is geschreven vanuit het perspectief van Vikingen die vanuit Scandinavië naar het westen roeien om nieuwe landen te ontdekken. De tekst verwijst expliciet naar de veroveringen van de Vikingen en de oude Noordse godsdienst (Fight the horde, sing and cry, Valhalla, I am coming!).
Immigrant Song is een van de weinige single-uitgaven van Led Zeppelin, uitgebracht in november 1970 door Atlantic Records. De B-zijde Hey, Hey, What Can I Do was niet op een andere manier verkrijgbaar tot in 1990 de Led Zeppelin Boxed Set verscheen. De single die werd uitgebracht in Japan had door een fout als B-zijde "Out on the Tiles" in plaats van Hey, Hey, What Can I Do.
De zin The hammer of the gods/will drive our ships to new lands heeft ertoe geleid dat sommigen naar de muziek van Led Zeppelin begonnen te verwijzen als the Hammer of the Gods. Ook is deze frase de titel van Stephen Davis' biografie van de band, Hammer of the Gods. The Led Zeppelin Saga.

## Bezetting
- Robert Plant - leadzang, achtergrondzang
- Jimmy Page - elektrische gitaar
- John Paul Jones - basgitaar
- John Bonham - drums

## Hitnotering
In Zwitserland haalde het een vierde plaats, in de Verenigde Staten een 16e plaats in de Billboard Hot 100. In het Verenigd Koninkrijk haalde het geen notering.

### Nederlandse Top 40
| Hitnotering: week 2 t/m 9 van 1971 | Hitnotering: week 2 t/m 9 van 1971 | Hitnotering: week 2 t/m 9 van 1971 | Hitnotering: week 2 t/m 9 van 1971 | Hitnotering: week 2 t/m 9 van 1971 | Hitnotering: week 2 t/m 9 van 1971 | Hitnotering: week 2 t/m 9 van 1971 | Hitnotering: week 2 t/m 9 van 1971 | Hitnotering: week 2 t/m 9 van 1971 | Hitnotering: week 2 t/m 9 van 1971 |
| Week:                              | 1                                  | 2                                  | 3                                  | 4                                  | 5                                  | 6                                  | 7                                  | 8                                  |                                    |
| ---------------------------------- | ---------------------------------- | ---------------------------------- | ---------------------------------- | ---------------------------------- | ---------------------------------- | ---------------------------------- | ---------------------------------- | ---------------------------------- | ---------------------------------- |
| Positie:                           | 37                                 | 21                                 | 15                                 | 12                                 | 11                                 | 16                                 | 23                                 | 39                                 | uit                                |

### NederlandseDaverende 30
| Hitnotering: 16-1-1971 t/m 6-3-1971 | Hitnotering: 16-1-1971 t/m 6-3-1971 | Hitnotering: 16-1-1971 t/m 6-3-1971 | Hitnotering: 16-1-1971 t/m 6-3-1971 | Hitnotering: 16-1-1971 t/m 6-3-1971 | Hitnotering: 16-1-1971 t/m 6-3-1971 | Hitnotering: 16-1-1971 t/m 6-3-1971 | Hitnotering: 16-1-1971 t/m 6-3-1971 | Hitnotering: 16-1-1971 t/m 6-3-1971 |
| Week:                               | 1                                   | 2                                   | 3                                   | 4                                   | 5                                   | 6                                   | 7                                   |                                     |
| ----------------------------------- | ----------------------------------- | ----------------------------------- | ----------------------------------- | ----------------------------------- | ----------------------------------- | ----------------------------------- | ----------------------------------- | ----------------------------------- |
| Positie:                            | 20                                  | 15                                  | 12                                  | 9                                   | 12                                  | 19                                  | 30                                  | uit                                 |

### NPO Radio 2 Top 2000
| Nummer met noteringen in de NPO Radio 2 Top 2000 | '00 | '01-'08 | '09 | '10 | '11 | '12 | '13 | '14 | '15 | '16 | '17 | '18 | '19 | '20 | '21 | '22 | '23 | '24 |
| ------------------------------------------------ | --- | ------- | --- | --- | --- | --- | --- | --- | --- | --- | --- | --- | --- | --- | --- | --- | --- | --- |
| Immigrant Song                                   | 672 | -       | 413 | 446 | 417 | 300 | 351 | 420 | 500 | 803 | 485 | 424 | 457 | 514 | 574 | 590 | 655 | 670 |

1. ↑  Een '-' betekent dat het nummer niet was genoteerd en een vetgedrukt getal geeft de hoogste notering aan.
2. ↑  2000 was het eerste jaar met een notering voor dit nummer.

John Bonham · John Paul Jones · Jimmy Page · Robert Plant